# Países Baixos nos Jogos Olímpicos de Verão de 1984
Os Países Baixos competiram nos Jogos Olímpicos de Verão de 1984, realizados em Los Angeles, Estados Unidos.